# في اتجاه عقارب الساعة

اتجاه عقارب الساعة

يعتمد اتجاه عقارب الساعة كمثال تقليدي لوصف اتجاه حركة دائرية حول مركز ما. فإذا وافق اتجاه الدوران الحركة اتجاه دوران عقارب الساعة فيوصف ذلك بالقول في اتجاه عقارب الساعة وإلا يقال عكس اتجاه عقارب الساعة.
يوافق اتجاه عقارب الساعة ذاك الاتجاه الذي يسلكه أي متحرك على مسار دائري من أعلى اليمين إلى أسفل اليمين نزولا من ثمة أسفل اليسار ليعود صعودا إلى أعلى اليمين.
اتجاهات عقارب الساعة مهمة جداً في تحليل الإنشائي لعناصر المبني :طرق (طريقة الصلابة المباشرة ,طريقة إنحراف الميل,عزوم النهايات الثابتة,........)